# Rhamnus alaternus
L'alaterno (Rhamnus alaternus L.) è un arbusto sempreverde della famiglia delle Rhamnaceae, noto anche come ranno lanterno, linterno, purrolo o Ilatro.

## Descrizione
L'alaterno è alto fino a 5 m. I Fusti con la corteccia rossastra, e rami giovani pubescenti; chioma compatta e tondeggiante, con foglie alterne, di 2–5 cm, a volte quasi opposte, ovali o lanceolate, coriacee, di colore verde lucido superiormente, verde-giallastre inferiormente, a margine intero o debolmente seghettato biancastro, con 4-6 paia di nervature che verso la fine del margine scorrono quasi parallelamente ad esso; fiori dioici piccoli raccolti in un corto racemo ascellare di colore giallo-verdastro, con petali isolati o assenti, stili fessurati in 2-4 parti, fioriscono da febbraio ad aprile; i frutti di 4–6 mm sono drupe obovoidali, decorative di colore rosso-brunastro, nere a maturità, contengono da 2 a 4 semi.

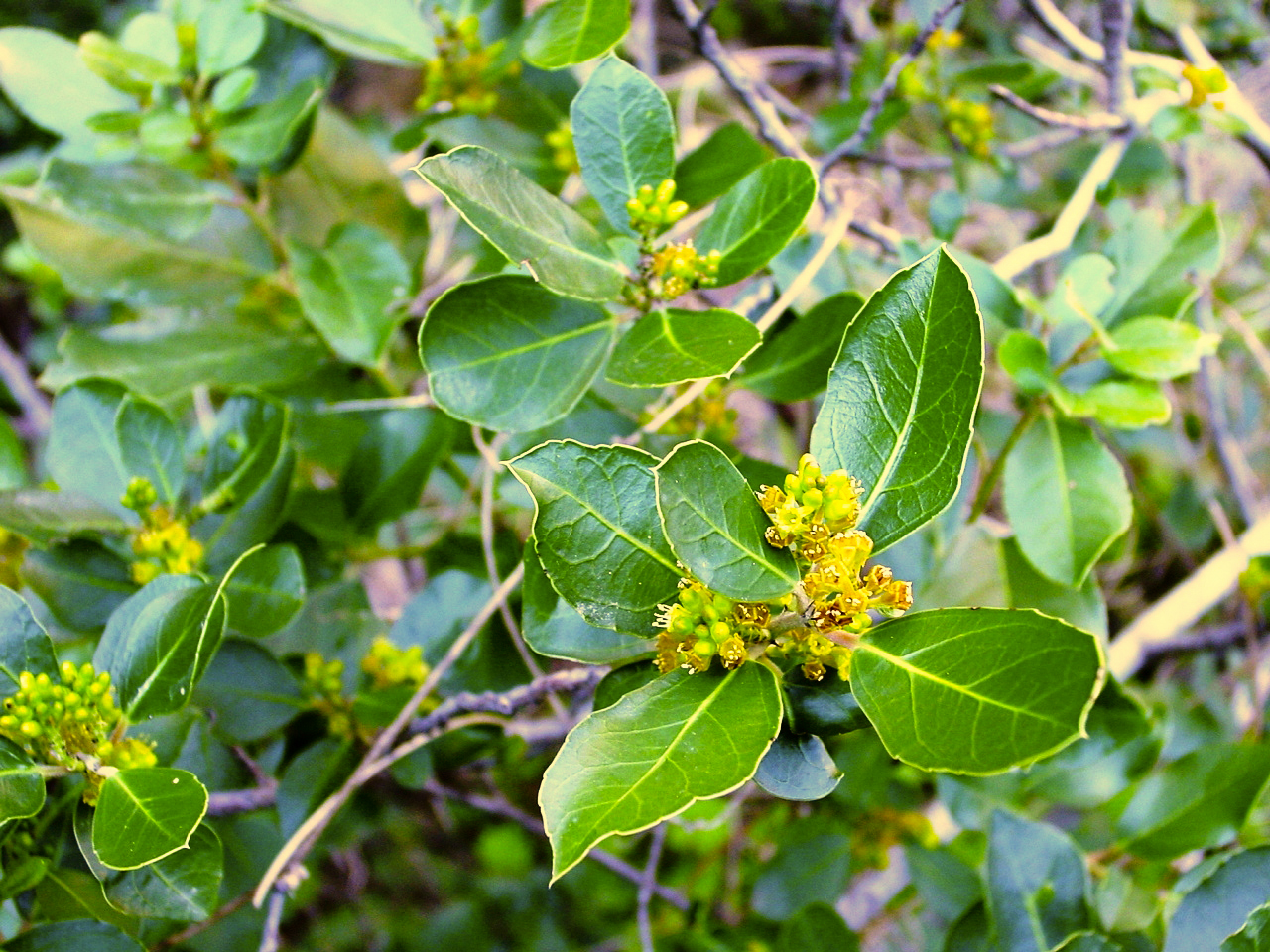
Foglie e fiori
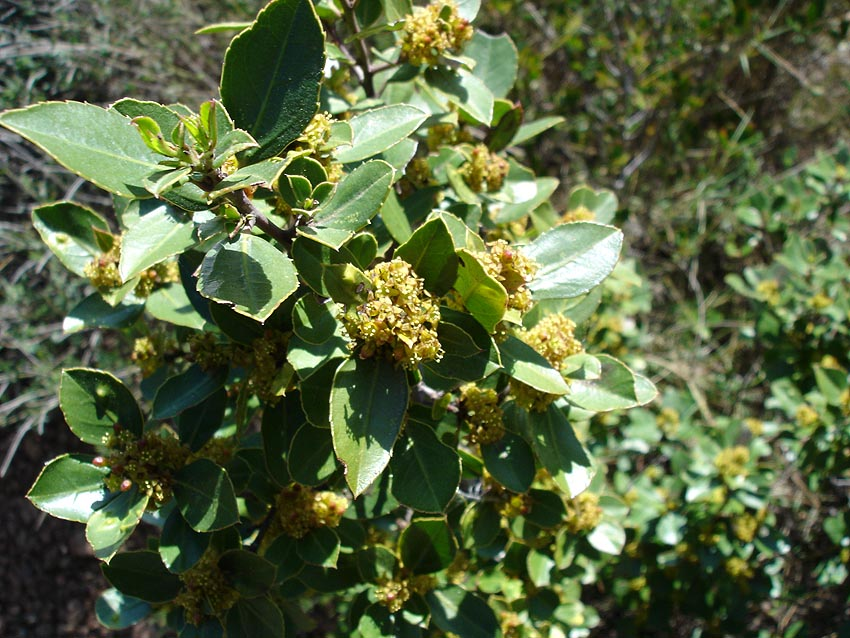
Frutti

### Specie simili
Molto simile alla Phillyrea latifolia (L.), che porta solitamente foglie opposte, questa è chiamata ilatro.
Dello stesso genere di aspetto simile è il R. alpinus (L.), arbusto che presenta foglie caduche alterne, dalla lamina membranosa, e fiori con 4 petali e 4 sepali, fiorisce a fine primavera.

## Distribuzione e habitat
Il suo areale è circummediterraneo, dalla Spagna alla Crimea, all'Asia Minore e all'Africa settentrionale.
È un tipico componente della macchia mediterranea e delle garighe delle regioni a clima mediterraneo del livello del mare fino ai 700 m di altitudine.

## Coltivazione

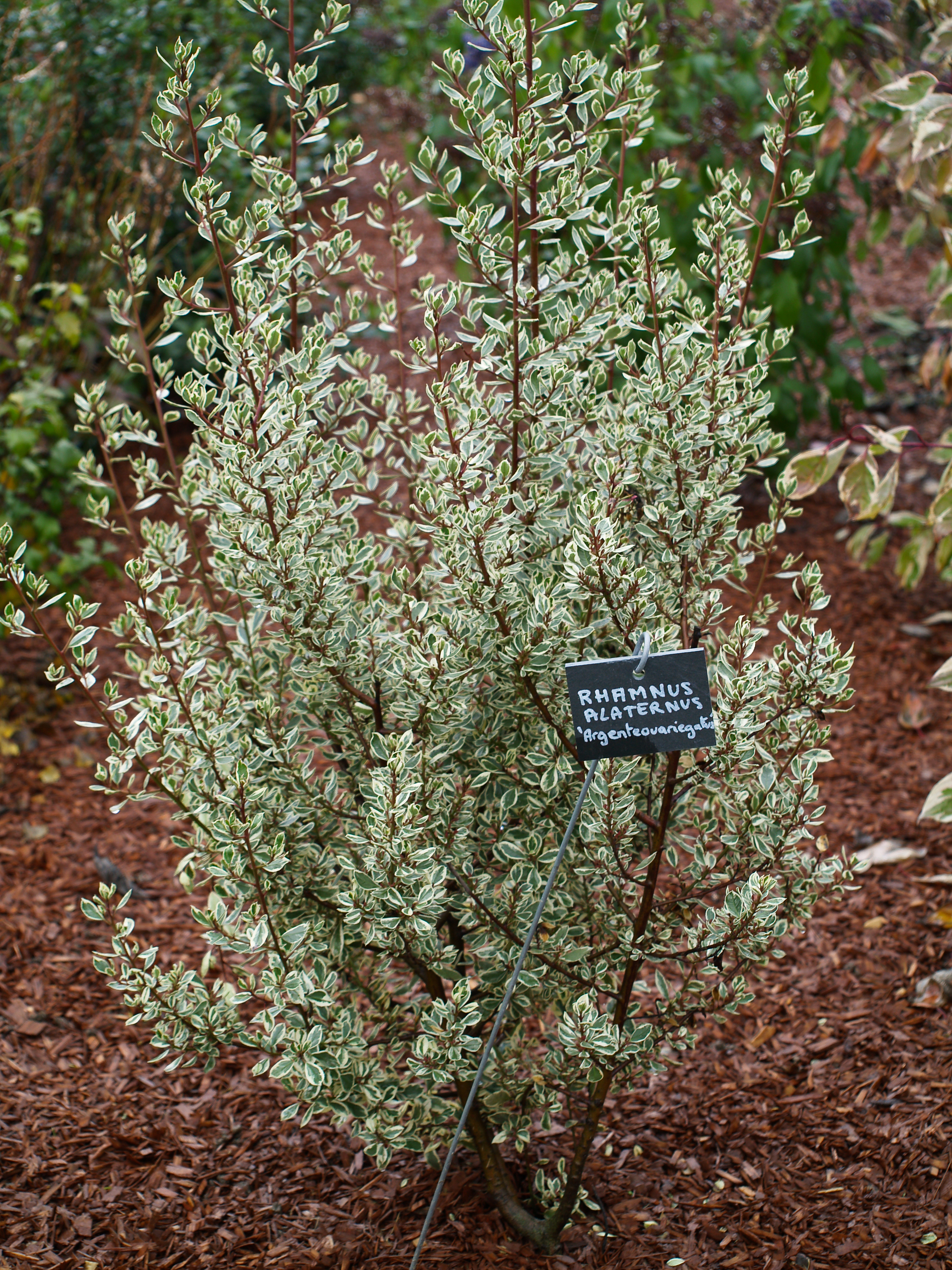
Rhamnus alaternus 'argenteovariegata

Predilige esposizioni soleggiate e calde, si adatta a terreni acidi o calcarei, sassosi, resiste bene alla siccità, all'eccessiva umidità e alla salsedine portata dai venti marini. È adattabile anche alla coltivazione in vaso.
La moltiplicazione avviene con la semina, da settembre a ottobre o per talea, legnosa a fine gennaio o semilegnosa d'estate.

## Usi
- Poco usata come pianta ornamentale per fitte siepi frangivento in prossimità del mare
- In silvicoltura utilizzata per rimboschimenti di zone rupestri e aride
- Il legno molto duro, di colore giallo-brunastro e dal caratteristico odore sgradevole che emana appena tagliato (da cui il nome vernacolare di Legno puzzo), viene utilizzato per lavori di tornitura o ebanisteria.
- Nell'industria dei coloranti, viene utilizzato per l'estrazione dei pigmenti noti come verde di vescica.  Anticamente si utilizzava per tingere di giallo i tessuti.